# Tricheczemotes dystasioides
Tricheczemotes dystasioides är en skalbaggsart som beskrevs av Stefan von Breuning 1938. Tricheczemotes dystasioides ingår i släktet Tricheczemotes och familjen långhorningar. Inga underarter finns listade i Catalogue of Life.